# X-Live in Los Angeles
X-Live in Los Angeles è un DVD del gruppo punk statunitense X, contenente la registrazione di un concerto tenuto alla fine di novembre del 2004 a Los Angeles, loro città di origine.
Le canzoni eseguite durante il concerto sono tratte dai primi quattro dischi del gruppo.

## Tracce
1. Your Phone's Off the Hook, But You're Not
2. In This House That I Call Home
3. We're Desperate
4. Beyond and Back
5. White Girl
6. The Unheard Music
7. Los Angeles
8. True Love
9. I'm Coming Over
10. Blue Spark
11. The New World
12. Nausea
13. Johnny Hit and Rume Paulene
14. Motel Room In My Bed
15. It' Who You Know
16. Because I do
17. Devil Doll
18. The Hungry Wolf
19. Year 1
20. The World's a Mess, It's In My Kiss
21. Soul Kitchen

## Materiale bonus
- See How We Are
- True Love

(versioni acustiche)
- Foto gallery di Billy Zoom

## Formazione
- Exene Cervenka - voce
- John Doe  - voce basso elettrico
- Billy Zoom - chitarra
- D.J.Bonebrake - batteria